# Eurythmasis
Eurythmasis é um gênero de mariposa pertencente à família Crambidae.